# Ryō Mizuno
Ryō Mizuno (水野 良) (Osaka, 13 luglio 1963) è uno scrittore giapponese.
Mizuno è l'autore di opere come Record of Lodoss War, Rune Soldier, Sword World RPG e Starship Operators. È stato inoltre coinvolto nella realizzazione del manga Galaxy Angel.
Più recentemente, Mizuno ha lavorato al videogioco di ruolo realizzato dalla Tri-Ace e Square Enix Infinite Undiscovery. Mizuno è anche uno dei fondatori del Group SNE.